# Col de l'Autaret (Alpes grées)
Pour les articles homonymes, voir Col de l'Autaret.
Cet article possède des paronymes, voir Col du Lautaret et Col du Lautaret (Isère).
Le col de l'Autaret, en italien Colle dell'Autaret, est un col des Alpes situé sur la frontière entre la France et l'Italie, dans les Alpes grées.

## Géographie
Situé à 3 071 à 3 077 mètres d'altitude,,, il se trouve au nord-ouest de Turin, au nord de Suse et à l'est du col du Mont-Cenis, au-dessus de Bessans dans la Maurienne, dans le département de la Savoie, au nord-ouest en France et Malciaussia dans le val de Viù, dans le Piémont, au sud-est en Italie. Il est dominé par la pointe de l'Autaret et la pointe Costans, entre la Rochemelon au sud-ouest, la pointe de Charbonnel au nord-ouest et la Ouille d'Arbéron au nord-est.
Franchi par un sentier de randonnée, il se trouve sur l'itinéraire de randonnée du tour de la Bessanèse.